# Drugi reżyser

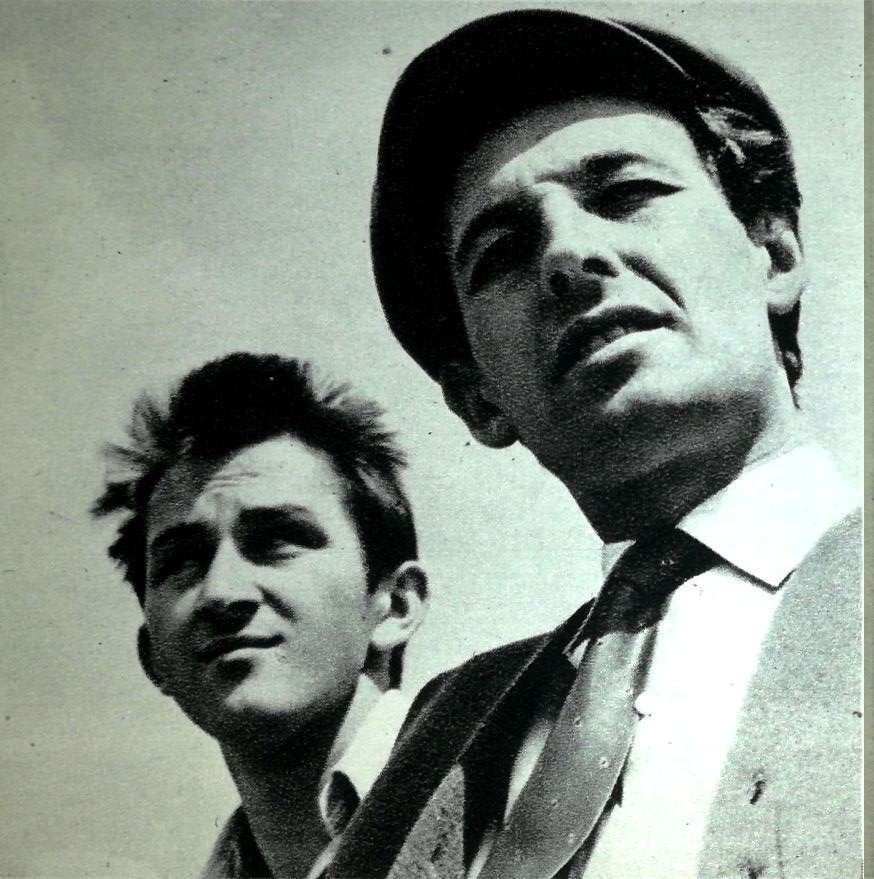
Andrzej Wajda (z prawej, I reżyser) i Kazimierz Kutz (II reżyser) podczas kręcenia filmu Kanał (1956)

Drugi reżyser (II reżyser) – zawód związany z produkcją filmową. Zastępuje reżysera w procesie realizacji (np. przy przebitkach i innych mniej ważnych ujęciach) oraz postprodukcji, jak również w krótkich okresach niedyspozycji. W trakcie realizacji scen ze skomplikowaną inscenizacją (np. sceny zbiorowe), może kierować inscenizacją dalszych planów. 
W Polsce drugich reżyserów jest najczęściej dwóch – jeden pracuje na planie zdjęciowym, drugi w biurze, a ich zakres obowiązków jest dość precyzyjnie ustalony. W Stanach Zjednoczonych natomiast II reżyser jest jeden i nazywa się First Assistant Director („pierwszy asystent reżysera”).

## Literatura przedmiotu
- Elżbieta Chowaniec. Na kłopoty – II reżyser. „Film & TV Kamera”. 2007 r., nr 3, s. 4–15.brak numeru strony
- Barbara Mruklik. Drugi reżyser. Terminowanie czy zawód. „Kino”. 1971 r., nr 12, s. 25–28.brak numeru strony
- Irena Stanisławska. Ten drugi. „Film”. 1998 r., nr 4, s. 125.brak numeru strony